# Cantonul Orthez et Terres des Gaves et du Sel
Cantonul Orthez et Terres des Gaves et du Sel este un canton francez din departamentul Pyrénées-Atlantiques.

## Istorie
Un nou decupaj teritorial al departamentului Pyrénées-Atlantiques a intrat în vigoare în 2015. Acesta a fost definit prin decretul din 25 februarie 2014, în aplicarea legilor din 17 mai 2013 (legea organică 2013-402 și legea 2013-403).
Cantonul Orthez și Terres des Gaves et du Sel este format din comunele fostelor cantoane Sauveterre-de-Béarn (20 comune), Salies-de-Béarn (12 comune) și Orthez (8 comune). Cu acest nou aranjament administrativ, teritoriul cantonului depășește limitele arondismentelor, incluzând 31 de comune în arondismentul Oloron-Sainte-Marie și 9 în cel de Pau. Centrul cantonal este situat la Orthez.

## Compoziție
- Orthez (reședință)
- Abitain
- Andrein
- Athos-Aspis
- Auterrive
- Autevielle-Saint-Martin-Bideren
- Baigts-de-Béarn
- Barraute-Camu
- Bellocq
- Bérenx
- Burgaronne
- Carresse-Cassaber
- Castagnède
- Castetbon
- Escos
- Espiute
- Guinarthe-Parenties
- L'Hôpital-d'Orion
- Laàs
- Labastide-Villefranche
- Lahontan
- Lanneplaà
- Léren
- Montfort
- Narp
- Oraàs
- Orion
- Orriule
- Ossenx
- Puyoô
- Ramous
- Saint-Boès
- Saint-Dos
- Saint-Girons-en-Béarn
- Saint-Gladie-Arrive-Munein
- Saint-Pé-de-Léren
- Salies-de-Béarn
- Salles-Mongiscard
- Sauveterre-de-Béarn
- Tabaille-Usquain

## Date demografice
În 2021, cantonul avea 27.027 locuitori, înregistrând o scădere cu −0,99% față de 2015 (Pyrénées-Atlantiques: +3,43%, Franța fără Mayotte: +5,44%).